# Benito Pardo de Figueroa
Benito Pardo de Figueroa y Valladares (Cambados, 1755-Riga, 1812) fue un militar y diplomático español.

## Primeros años
De noble familia gallega. Nació en el pazo de Fefiñanes el 25 de noviembre de 1755 y fue bautizado al día siguiente en la parroquial de San Benito de Cambados. Era hijo segundo de Baltasar Pardo de Figueroa y Duque de Estrada, III marqués de Figueroa, y de Ana Jacoba de Valladares Sarmiento y Mariño de Lobera, IV vizcondesa de Fefiñanes. Durante su juventud, y en el ambiente militar, era llamado el Señorito de Fefiñanes.
En 1768, previa información de nobleza, ingresó como alumno en el Real Seminario de Nobles de Madrid. De aquí pasó como cadete a la Academia Militar de Ávila, donde llegó a ser profesor de matemáticas.

## Carrera militar
Como oficial de Infantería, en 1775 participó en la Expedición de Argel.
Tras una breve experiencia como voluntario en el Ejército francés, y ya con el empleo de capitán, sirvió en la Guerra de Independencia de los Estados Unidos. Permaneció a las órdenes directas de Bernardo de Gálvez durante toda la Campaña de las Floridas (1779-1783), hallándose junto a él en la memorable Batalla de Pensacola (1781). Este general, que poco después sería conde de Gálvez y virrey de Nueva España, le franqueó la intimidad de su casa de Nueva Orleans, donde conoció a su hijastra Adelaida d'Estrehan, entonces de siete años de edad.
Desde 1791 fue el primer coronel del recién creado Regimiento de la Princesa. Al mando de esta unidad, tuvo un papel muy destacado en la Guerra del Rosellón, contra la República Francesa. Su actuación en esta guerra le valió los ascensos a brigadier (25 de noviembre de 1793) y a mariscal de campo (4 de septiembre de 1795).
Protegido de Godoy, fue su ninfa Egeria en asuntos militares.
Alcanzó el empleo de mariscal de campo el 4 de septiembre de 1795 y fue consejero de Guerra desde el 20 de noviembre de 1797.
Como inspector general de la Infantería de España, reorganizó esta arma y fundó las Milicias Nacionales.
Desde 1798 fue capitán general de la Costa de Granada.
Entre 1801 y 1804 residió en París por asuntos particulares (su mujer era francesa).

## Misiones diplomáticas
El 13 de octubre de 1805, por designación de Godoy, fue nombrado ministro plenipotenciario cerca del rey Federico Guillermo III de Prusia. Llegó a Berlín el 5 de marzo de 1806 y desempeñó esta misión satisfactoriamente durante dos años.
El 13 de septiembre de 1807 fue promocionado con el traslado a la corte imperial de Rusia. Abandonó Berlín el 12 de enero de 1808, llegó a San Petersburgo el 7 de febrero y el 9 remitió sus credenciales. Aquí tuvo que afrontar difíciles circunstancias. Al mes siguiente de su llegada subió al trono español Fernando VII, pero en mayo tuvieron lugar las abdicaciones de Bayona. José Bonaparte se proclamó rey de España y fue formalmente reconocido por el zar Alejandro I.
Como ministro plenipotenciario, encabezaba una legación integrada por otros cuatro diplomáticos: secretario, cónsul y dos vicecónsules. Y ante el curso de los acontecimientos en España, los cuatro se pusieron al servicio de la Junta Central. Pero el mariscal Pardo de Figueroa aceptó prestar juramento al rey intruso, y fue confirmado en su cargo por el nuevo gobierno el 31 de agosto de 1809.
«Su opción debió de responder más que a planteamientos ideológicos, a los lógicos reflejos de un hombre adicto a sus superiores y atento a la conservación de su destino. La correspondencia nos lo muestra como un funcionario escrupuloso, poco dado a dejarse sorprender por los cambios políticos que le había tocado conocer.»
Desde entonces, adoptó una ambigua posición entre afrancesado y patriota, manteniendo un trato amistoso con los agentes del Gobierno de Cádiz en la corte rusa.
Más abruptas fueron las mudanzas en junio de 1812, cuando Napoleón invadió Rusia. El ministro español fue inmediatamente expulsado de San Petersburgo, y partió hacia un incierto viaje. La muerte le sorprendió el 1.º de noviembre de 1812 en la ciudad letona de Riga, donde permanece enterrado.

## Matrimonio
En el año 1792, con 37 de edad y empleo de coronel, contrajo matrimonio con una joven novofrancesa: Adelaida d'Estrehan, hijastra de Bernardo de Gálvez. La novia era aquella niña que Benito había conocido doce años antes en Nueva Orleans: ahora una mujer muy bonita, culta y alegre. El virrey había fallecido en 1786, y la boda se celebró en Zaragoza, donde vivían por entonces con pocos lujos la condesa viuda de Gálvez y sus hijas.
Nacida en Nueva Orleans en 1772, María Isabel Adelaida era hija de Jean-Baptiste Honoré d'Estrehan, finado el 20 de octubre de 1773, y de María Felicia de Saint-Maxent, su mujer, que en segundas nupcias casó con el gobernador español; nieta del caballero francés Jean-Baptiste d'Estrehan des Tours, tesorero del rey cristianísimo en la Luisiana, y de Catherine de Gauvrit, y materna del coronel Gilbert Antoine de Saint-Maxent y de Elizabeth de la Roche.
Su mujer le hizo dichoso durante los veinte años que duró el matrimonio. Le fue de gran ayuda en su carrera: sobre todo en los destinos diplomáticos, donde brilló en el papel de embajadora. Y también contribuyó al afrancesamiento de Benito. Fruto de esta unión, en 1798 nació su única hija: Clementina Pardo de Figueroa y Estrehan, que murió niña.